# Spadkobiercy (film)
Spadkobiercy (ang. The Descendants, 2011) – amerykański film tragikomiczny w reżyserii Alexandra Payne’a. Adaptacja powieści pod tym samym tytułem autorstwa Kaui Hart Hemmings.
Światowa premiera filmu miała miejsce 10 września 2011 roku, podczas 36. Międzynarodowego Festiwalu Filmowego w Toronto, gdzie film prezentowany był w sekcji „Special Presentations”. Polska premiera filmu miała miejsce 17 lutego 2012 roku.

## Fabuła
Matthew King, prawnik w średnim wieku mieszka wraz z żoną oraz dwiema córkami na Hawajach. Gdy jego żona ulega wypadkowi na motorówce i zapada w śpiączkę kliniczną, mężczyzna zmuszony będzie poświęcić swój czas dorastającym córkom, z którymi do tej pory niewiele go łączyło.

## Obsada
- George Clooney jako Matthew King
- Shailene Woodley jako Alexandra King
- Nick Krause jako Sid
- Amara Miller jako Scottie King
- Judy Greer jako Julie Speer
- Matthew Lillard jako Brian Speer
- Robert Forster jako Scott Thorson
- Beau Bridges jako Kuzyn Hugh
- Patricia Hastie jako Elizabeth King
- Mary Birdsong jako Kai Mitchell
- Rob Huebel jako Mark Mitchell
- Milt Kogan jako pan Johnston
- Laird Hamilton jako Troy Cook
- Michael Ontkean jako Kuzyn Milo
- Matt Corboy jako Kuzyn Ralph

## Nagrody i nominacje
84. ceremonia wręczenia Oscarów
- nagroda: najlepszy scenariusz adaptowany − Alexander Payne, Nat Faxon i Jim Rash
- nominacja: najlepszy film − Jim Burke, Jim Taylor i Alexander Payne
- nominacja: najlepsza reżyseria − Alexander Payne
- nominacja: najlepszy aktor pierwszoplanowy − George Clooney
- nominacja: najlepszy montaż − Kevin Tent

69. ceremonia wręczenia Złotych Globów
- nagroda: najlepszy film dramatyczny
- nagroda: najlepszy aktor w filmie dramatycznym − George Clooney
- nominacja: najlepsza aktorka drugoplanowa − Shailene Woodley
- nominacja: najlepszy reżyser − Alexander Payne
- nominacja: najlepszy scenariusz − Alexander Payne, Nat Faxon i Jim Rash

65. ceremonia wręczenia nagród Brytyjskiej Akademii Filmowej
- nominacja: najlepszy film − Jim Burke, Jim Taylor i Alexander Payne
- nominacja: najlepszy scenariusz adaptowany − Alexander Payne, Nat Faxon i Jim Rash
- nominacja: najlepszy aktor pierwszoplanowy − George Clooney

26. ceremonia wręczenia Independent Spirit Awards
- nagroda: najlepszy scenariusz − Alexander Payne, Nat Faxon i Jim Rash
- nagroda: najlepsza drugoplanowa rola żeńska − Shailene Woodley
- nominacja: najlepszy film niezależny − Jim Burke, Alexander Payne, Jim Taylor
- nominacja: najlepszy reżyser − Alexander Payne

16. ceremonia wręczenia Satelitów
- nagroda: najlepszy film
- nagroda: najlepszy scenariusz adaptowany − Alexander Payne, Nat Faxon i Jim Rash
- nominacja: najlepsza reżyseria − Alexander Payne
- nominacja: najlepszy aktor w filmie fabularnym − George Clooney
- nominacja: najlepsza aktorka w roli drugoplanowej − Judy Greer
- nominacja: najlepszy montaż − Kevin Tent

18. ceremonia wręczenia nagród Gildii Aktorów Ekranowych
- nominacja: wybitny występ aktora w roli pierwszoplanowej − George Clooney
- nominacja: wybitny występ zespołu aktorskiego w filmie kinowym